# Marie Degrandi
Marie Degrandi dite Mlle Degrandi, née Élisabeth Marie Degrandi le 1er septembre 1859 à Marseille et morte le 4 mai 1945 à Moret-sur-Loing, est une chanteuse lyrique soprano, pensionnaire de l'Opéra-Comique.
Issue d'une famille modeste d'origine italienne, Marie Degrandi est formée au chant lyrique au conservatoire de Marseille. Elle y est repérée par Louis Cantin, directeur du théâtre des Bouffes-Parisiens où elle est pensionnaire de 1882 à 1884, date à laquelle elle rejoint la troupe de l'Opéra-Comique.
Son second mariage en 1894 avec le célèbre photographe Paul Nadar, auquel elle servira ponctuellement de modèle, marque la fin de sa carrière lyrique.

## Biographie

### Origines
Carlo Clemente Bonaventura (Charles Clément Bonaventure) Degrandi est né à Doccio en Italie le 23 juillet 1823. Consolata Marie Catherine Bergamasco est née à Pergola en Italie le 25 février 1830.
Élisabeth Marie Degrandi naît le 1er septembre 1859 à Marseille au 15, rue de la Reynarde. Son père Charles Degrandi, 36 ans, est menuisier. Sa mère Marie Bergamasco, 28 ans, est ménagère,.
Carlo Clemente Bonaventura et Consolata Marie Catherine Bergamasco se marient à Marseille le 3 février 1866, légitimant ainsi leur fille née hors mariage.
Charles Clément Bonaventure Degrandi meurt le 2 juin 1895 en son domicile du 51, rue d'Anjou dans le 8e arrondissement de Paris. Sans profession, il est âgé de 71 ans. Le décès est déclaré par Paul Nadar, son gendre photographe âgé de 38 ans chez qui il vit. Consolata Marie Catherine Bergamasco meurt le 24 mai 1915 à la même adresse à l'âge de 85 ans.

### Mariages et vie de famille

#### Premier mariage et violences conjugales
Élisabeth Marie Degrandi rencontre George Casamajor-Salenave au conservatoire de Marseille : il est alors employé de la régie du petit théâtre d'élèves où elle se forme.
Le 29 avril 1880, Élisabeth Marie Degrandi épouse à Marseille George Casamajor-Salenave. Né le 21 février 1852 à Saint-Tropez, il est employé et domicilié avec ses parents à Marseille. Son père Armand Pierre Marie est receveur particulier des douanes, sa mère Émilie Françoise Dautez est sans profession. Élisabeth Marie Degrandi, sans profession, est domiciliée chez ses parents au 21, rue Mérentié. Son père est toujours menuisier.
La fille d'Elisabeth Marie Degrandi et George Casamajor-Salenave, Eugénie Claire Casamajor-Salenave, naît le 8 décembre 1880 dans le 2e arrondissement de Paris. Georges Casamajor-Salenave est alors employé et Eugénie Marie Degrandi est dite sans profession.

D'après Panserose (pseudonyme de Louis Besson), Georges Casamajor-Salenave tente en novembre 1883 de se suicider par empoisonnement « par suite du désespoir où l'avait plongé l'abandon récent de sa femme… » Il fait état de violences conjugales que Georges Casamajor-Salenave aurait justifiées par les soupçons d'infidélité portant sur Marie Degrandi : 

« On parla de scènes violentes qui éclatèrent entre les deux époux. - Le mari si longtemps dédaigné voulait donc reprendre ses droits ? C'était tard. Un jour, Mlle Degrandi arriva au théâtre avec la figure toute contusionnée. - Les "ragots" allèrent leur train, vous pensez. Puis, l'artiste disparut durant plusieurs mois. On affirma qu'elle était malade. Le soir de la répétition générale de Gillette de Narbonne, je la revis pourtant. Elle était gaie et ne paraissait point souffrante. Elle sortit, après le second acte, pour aller chercher son mari qui était à la porte, dit-elle. Puis, elle revint seule. Ce soir-là, le torchon dut brûler ferme au logis puisque, le lendemain, Mlle Degrandi, au lieu de rentrer au domicile conjugal, fila… on ne sait où… chez sa mère, dit-elle… […] Le mari de Mlle Degrandi, qui plusieurs fois avait parlé de se tuer si sa femme ne s'amendait pas, mit enfin son projet à exécution. Il rentra chez lui, frotta des allumettes chimiques dans un verre d'eau et avala le tout. Mais il eut soin d'envoyer chercher immédiatement un commissaire de police et un médecin, et les avertit, en pleurant à chaudes larmes, de ce qu'il venait de faire. […] Aux Bouffes, on en a fait des gorges chaudes toute la soirée. »

Le 20 novembre 1883, Élisabeth Marie Degrandi est menacée de mort par son mari, comme en témoigne Le Figaro le 2 février 1884 : 

« On se rappelle peut-être que, le 20 novembre dernier, Mme de Grandi, rencontrée par son mari rue Richer à la tombée de la nuit, fut menacée par lui d'un coup de revolver. L'affaire est venue avant-hier au Tribunal. M. Casamajor-Salenave, mari de l'actrice qui a pris au théâtre le pseudonyme de de Grandi, ne s'est pas présenté à l'audience. Il a été condamné par défaut à six jours de prison. L'affaire est également citée dans Le Soir. »

Élisabeth Marie Degrandi et Georges Casamajor-Salenave sont divorcés par jugement rendu par le tribunal civil de la Seine le 30 juin 1887. En 1904, Georges Casamajor-Salenave est de nouveau inculpé, cette fois-ci pour l'affaire dite des « chevaux truqués » : il est soupçonné d'avoir faire courir sous de faux noms des chevaux ayant déjà remporté des prix importants.

#### Second mariage et modèle de l'atelier Nadar
Paul Tournachon dit Nadar, fils de Félix Nadar et d'Ernestine Constance Lefèvre, est photographe dans l'atelier familial. Son goût personnel le porte vers les milieux du chant et du théâtre, dans lesquels il rencontre Marie Degrandi, encore mariée à Georges Casamajor-Salenave. D'après l'Encyclopédie internationale des photographes de 1839 à nos jours, la rencontre a lieu en 1882, un an avant que Paul Nadar et Marie Degrandi ne deviennent amants. Le lien entre Marie Degrandi et Paul Nadar aurait accentué les tensions entre Paul Nadar et ses parents, ces derniers ne considérant pas Marie Degrandi un assez bon parti : Nadar aurait dit d'elle qu'elle lui faisait l'effet des tripes à la mode de Caen.
En 1887, Paul Nadar photographie les ruines du théâtre national de l'Opéra-Comique (la « salle Favart ») détruit par un incendie le 25 mai. C'est parce qu'elle sait que son fils s'y rend régulièrement qu'Ernestine Nadar craint de le voir figurer parmi les victimes.
En 1887, La Vie moderne propose une nouvelle organisation militaire satirique exclusivement composée de femmes, parmi lesquelles Marie Degrandi, visiblement déjà compagne officielle de Paul Nadar : « Photographie en campagne : Mlle Degrandi, beaucoup trop la belle fille de Nadar pour ne pas se savoir servir d'un appareil même instantané, à pied, à cheval, en voiture, en chemin de fer et ailleurs. »
Le 24 juin 1894, Élisabeth Marie Degrandi épouse dans le 8e arrondissement de Paris Paul Tournachon dit Nadar. Il est alors dit industriel et habite au 51, rue d'Anjou. Elle habite au 22, rue Lavoisier. Ses parents sont dits sans profession et vivant à Sannois,. Alfred Périn, secrétaire général de la Société Générale de Crédit mobilier espagnol, ami de Paul Nadar, est témoin du mariage. Le 8 août 1894, le Journal annonce avoir reçu le faire-part de mariage de Paul Nadar et Mlle Marie Degrandi.
Marie Degrandi est photographiée à plusieurs reprises par l'atelier Nadar :

Quelques portraits de Marie Degrandi
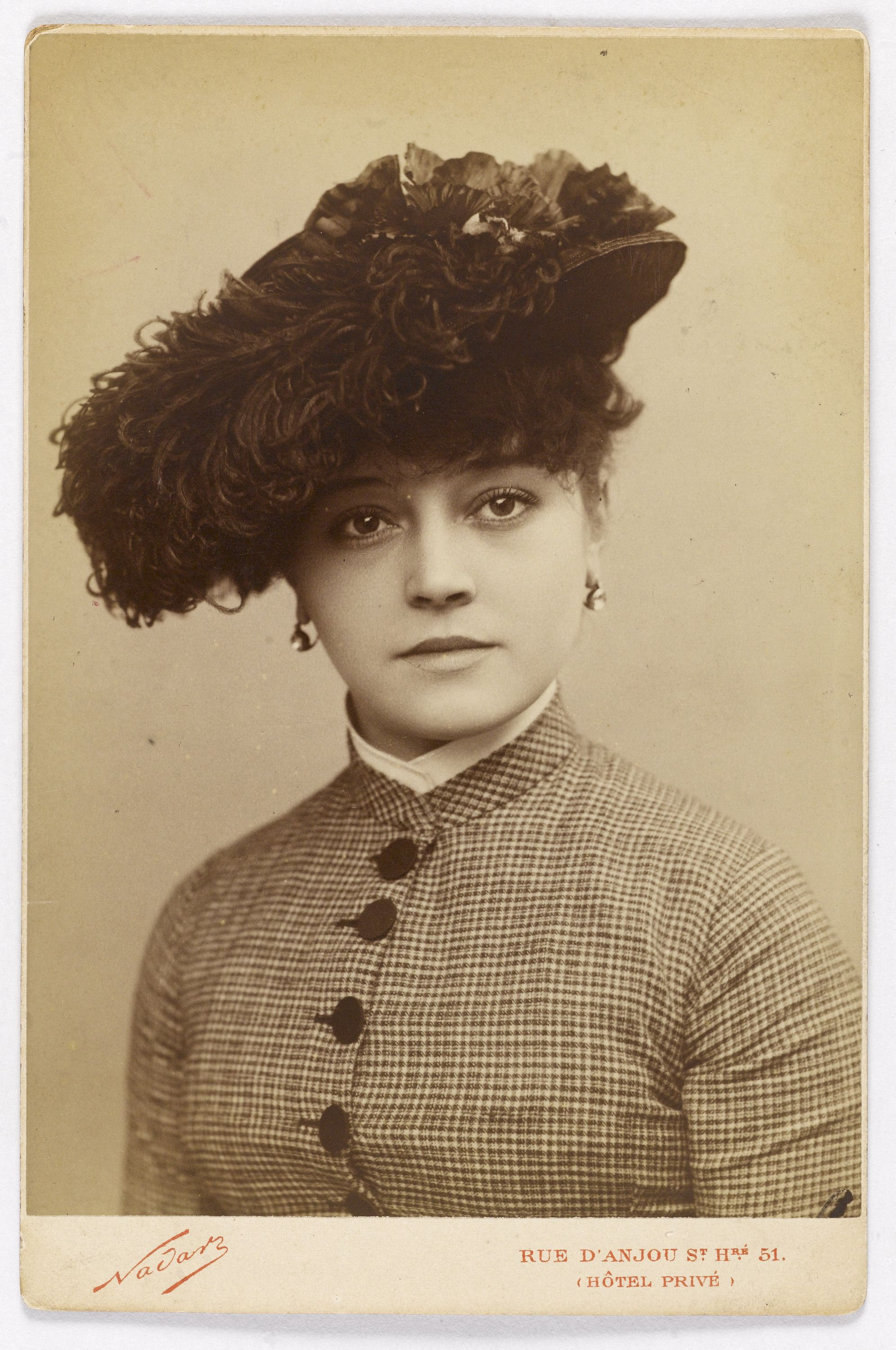
Atelier Nadar, Portrait de Degrandi (Marie, dame Casamayer), chanteuse, non daté. Source musée Carnavalet.
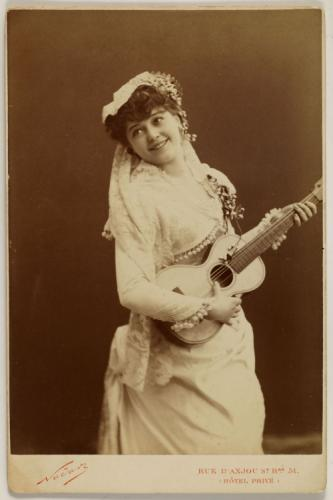
Atelier Nadar, Portrait de Marie Degrandi, dame Casamayer-Sallenave, chanteuse, vers 1878. Source musée Carnavalet.
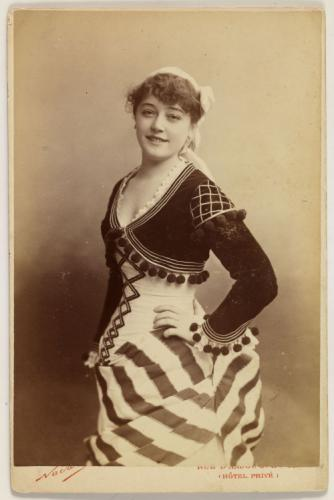
Atelier Nadar, Portrait de Marie Degrandi, dame Casamayer-Sallenave, chanteuse, vers 1878. Source musée Carnavalet.
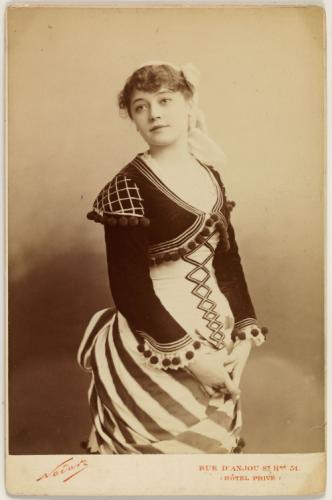
Atelier Nadar, Portrait de Marie Degrandi, dame Casamayer-Sallenave, chanteuse, vers 1878. Source musée Carnavalet.

Paul Nadar photographie son épouse avec un appareil Kodak vers 1888-1890. Elle est photographiée seule ou accompagnée de sa fille Claire vers 1890.
Marie Degrandi est une amie de Geneviève Mallarmé épouse Bonniot, fille de Stéphane Mallarmé. Une de ses lettres datée du 26 décembre 1891 est conservée par la bibliothèque Jacques Doucet.
Paul Nadar a une fille illégitime lors de son mariage avec Marie Degrandi, Marthe Ernestine Anne, qui naît le 8 mai 1912 au 11, rue Clapeyron. Ses parents ne sont pas nommés sur le premier état de son acte de naissance. Élisabeth Marie Degrandi et Paul Nadar divorcent le 22 juillet 1919, ce qui permet à Paul Nadar et à Marie Anne Parquet de reconnaître l'enfant le 10 janvier 1920. Elle est légitimée par le mariage de ses parents le 21 du même mois. Artiste-peintre et photographe, elle meurt le 8 juin 1948 dans le 8e arrondissement de Paris, à l'âge de 36 ans.

### Carrière

#### Formation au conservatoire de Marseille
En 1879, Marie Degrandi est l'élève d'Adèle Revello, professeur au conservatoire de Marseille. Elle fait alors partie du théâtre d'élèves de la rue Montaux, sur le modèle du théâtre d'essai de la rue Bergère à Paris. Charles Clément Bonaventure Legrandi, menuisier, s'occupe de la boiserie du théâtre.
Le Sémaphore de Marseille écrit au sujet de Marie Degrandi le 2 mars 1879 :

« L'audition de samedi dernier, la seconde de l'année, nous a permis de juger en connaissance de cause la valeur de l'école de la rue Montaux. Les élèves que nous avons entendues n'ont pas toutes les mêmes aptitudes au même degré […]. Mlle Degrandi offre le type le plus complet et le plus séduisant de cette méthode qui gagnerait à se contenir dans un feu moins brillant. Cette charmante jeune fille a chanté avec verve le premier acte de Galathée et le quatrième acte de Romeo et Juliette, de Vaccaj. La voix est un soprano dont le métal, or et velours, est d'un timbre délicieux de fraîcheur ; elle s'en sert avec une virtuosité débordante qui est naturelle à sa belle jeunesse, et un éclat que nous désirerions moins tapageur. Elle a encore à étudier surtout pour acquérir la correction dans les traits et dans sa manière de triller. Mlle Marie Degrandi possède ce qui ne s'acquiert pas, ce que donne un tempérament bien doué : la vie, le sentiment et ce que je ne sais quoi en elle qui promet un artiste. »

En 1879, Marie Degrandi participe à un concert de charité au Grand-Théâtre, au cours duquel elle interprète un air de La Flûte enchantée (l'air de la Reine de la nuit) et le trio du Matrimonio segreto. La même année, elle chante le Duo Aragonais de Lorenzo Pagens. La Jeune République souligne : « Mlle Degrandi, surtout, détaille avec une finesse et une mutinerie tout à fait charmantes ».
Le 9 août 1880, La Gazette nationale ou le Moniteur universel annonce le départ prochain de Marie Degrandi pour Paris : « La jeune chanteuse légère y joua avec succès Galathée, les Noces de Jeannette, le Docteur Crispin, etc. Son intelligence, sa voix agile et perçante, son minois chiffonné, lui valurent chez ses compatriotes un grand succès. Mais sous la chanteuse d'opéra-comique chacun devinait la future diva d'opérette. […] La nouvelle mariée ne renonça pas pour cela [son mariage] au théâtre et partit pour Paris, où elle va débuter prochainement ». À l'heure de son départ pour Paris, Marie Degrandi est en procès contre son ancienne professeure Adèle Revello qui lui réclame un dédit.

#### Passage par Monaco dans la troupe de M. Plunkett
À la fin de l'année 1881, Marie Degrandi interprète Les Surprises de l'amour de Charles Monselet et Poise au sein de la troupe d'opérette engagée par M. Plunkett, ancien directeur du Palais-Royal, pour la nouvelle saison théâtrale de Monte-Carlo. Marie Degrandi interprète la comtesse. L'Ordre de Paris et Le Figaro notent : « Monaco aura la primeur de cette future étoile parisienne ; Mlle Degrandi ne doit débuter à Paris que dans la pièce qui succèdera à la Mascotte, ».

#### Débuts au théâtre des Bouffes-Parisiens

##### Coquelicot
Marie Degrandi débute au théâtre des Bouffes-Parisiens le 1er mars 1882 avec l'opérette Coquelicot de Louis Varney dans le rôle de Térésita,.
Henri Heugel (sous le pseudonyme H. Moreno) pour Le Ménestrel la décrit ainsi :

« Jolie personne bien que manquant un peu d'expression dans la physionomie, Mlle Degrandi nous semble avoir fait des études sérieuses de chant. Sa voix n'est pas très forte ni très brillante, mais elle emplit bien suffisamment la petite scène des Bouffes. Elle vocalise avec goût et s'est fait bisser très justement son air d'entrée. Qu'elle surveille seulement ses fins de phrase qu'elle laisse tomber un peu mollement, comme si la respiration lui manquait, son effet en doublera. »

Maurice Ordonneau pour Le Gaulois écrit :

« Si charmante que soit Mlle Montbazon et si aimé que puisse être M. Morlet, le directeur des Bouffes ne songea pas une seconde à leur confier de nouveaux rôles, et il chercha partout le petit phénomène qui devrait faire courir un jour tout Paris. C'est à Antibes qu'il crut le trouver sous les traits de la charmante Mlle Degrandi. Je dis "mademoiselle" pour me conformer aux volontés de M. Cantin, qui imprime sur son affiche "Mlle Degrandi"", alors que cette jeune personne possède déjà un mari et même quelques enfants. […] Elle a chanté très rarement en public, et l'on peut dire que c'est un rossignol soigneusement élevé en cage par M. Cantin, pour notre plus grand plaisir et pour sa plus grande fortune. […] Il paraît que Mlle Degrandi était paralysée par une peur bleue. Je croirais aussi volontiers que l'on a fait trop de bruit autour de ses débuts. Mlle Degrandi un peu plus, et l'on faisait de la Feyghine du passage Choiseul. »

Achille Denis pour Vert-vert estime qu'« un grand succès a accueilli la débutante, Mlle Degrandi ».
François Oswald pour Le Clairon écrit : « Je signalerai dans cet acte un duo fort bien coupé et joli de sentiment, entre Mlle Degrandi et M. Lamy. […]On attendait avec impatience les débuts de Mlle Degrandi, cette étoile découverte par M. Cautin, et que la longévité de la Mascotte empêchait, depuis tantôt un an, de se produire. […] On a beaucoup applaudi Mlle Degrandi, c'était justice ».
Oscar Comettant pour Le Siècle écrit : « Dans Coquelicot a débuté Mlle Degrandi, dont les reporters de théâtre nous avaient vanté, par avance, tous les charmes physiques et tous les talents. Mlle Degrandi est, en effet, un jolie personne, de taille élégante, douée d'une petite voix qui prend un certain éclat dans les notes élevées. Elle chante avec goût, et comme l'on monte vite au ciel de nos petits théâtres parisiens, la voilà du coup classée comme étoile de première grandeur. »
Julien Sermet pour La Justice écrit : « La débutante, Mlle Degrandi est une charmante Térésita. On a bissé sa chanson Toute femme au monde venue, dans laquelle elle a vocalisé à merveille malgré son émotion. On a très vivement applaudi aussi un joli trio ou Mlle Degrandi a déployé sa voix magnifique, qui fait croire, certainement, à son prochain début à l'Opéra-Comique ».
Toujours en 1882, Marie Degrandi est citée dans un article de La Justice parmi les « étoiles dramatiques ». L'article la rajeunit de deux ans.

##### La Mascotte
En 1880, Marie Degrandi est la doublure de Mlle Montbazon dans La Mascotte d'Edmond Audran. Elle manque le premier rôle en raison du stade avancé de sa grossesse. Un « Monsieur de l'Orchestre » écrit dans Le Figaro en 1882 : « Le soir de la première de Mascotte, à tous ceux qui faisaient l'éloge de Mlle Montbazon, les amis de M. Cantin répondaient avec des airs mystérieux : 
 - Et cela n'est rien… rien du tout… auprès de Mlle Degrandi ! Vous verrez ! »
Durant la saison d'été de 1882, Marie Degrandi reprend finalement le rôle qui lui était destiné dans La Mascotte au théâtre des Folies-Dramatiques : « Sans rien enlever au talent de Mlle Montbazon, disons que Mlle Degrandi a rempli son rôle avec un grand charme et un succès des plus accentués »,. Elle interprète Bettina. Eugène Hubert pour Gil Blas écrit : « Quant à Mlle Degrandi, elle m'a paru ravissante sous son costume de mariée du troisième acte, et j'ai beaucoup regretté de n'avoir pas vu la nouvelle Bettina sous les coquelicots de la gardeuse de dindons. »

#### Scènes et concerts de charité
En mai 1882, Marie Degrandi participe à une grande scène au Trocadéro au cours de laquelle elle interprète une romance inédite. Elle chante Au clair de la lune.
En mars 1884, Marie Degrandi participe au concert qui précède le bal costumé inaugurant l'atelier du peintre Robert Mols, rue des Martyrs.
Le 10 mai 1885, Marie Degrandi remplace Mme Junic lors d'un concert donné au Trocadéro au profit de la société des ateliers d'aveugles : « Dans une chanson espagnole, par un rare brio et une toute gracieuse gentillesse, Mlle Degrandi s'est taillé un très joli succès devant un public d'élite et au milieu d'artistes d'un redoutable voisinage » .

#### Carrière à l'Opéra-Comique
En 1884, Marie Degrandi interprète Stéphano dans Roméo et Juliette de Charles Gounod avec un livret de Jules Barbier et Michel Carré : « Ce n'est pas sans une certaine émotion que Mlle Degrandi a quitté l'opérette pour la scène de l'Opéra-Comique, mais malgré son évanouissement de la répétition générale, elle a pris courage et il ne peut y avoir de Stéphano plus élégant et plus gracieux ». Le Petit Quotidien est moins convaincu : « Mlle Degrandi a chanté, sans grand éclat, mais avec charme, la jolie romance du page ».

En 1885 et 1886, elle interprète Mirza dans Lalla Roukh de Félicien David et chante Le Mari d'un jour d'Adolpe Dennery et Armand Silvestre. En 1886, Marie Degrandi chante Richard Cœur de Lion d'André Grétry : « Mlle Degrandi a fait applaudir sa grâce mutine, sa voix alerte et son frais minois ». Le 20 juin, Ély Edmond Grimard pour Les Annales politiques et littéraires regrette que Marie Degrandi n'interprète pas miss Olivia dans Le Songe d'une nuit d'été. En fin d'année, elle interprète Madeleine dans Le Postillon de Lonjumeau d'Adolphe Adam sur un livret d'Adolphe de Leuven et Léon-Lévy Brunswick.

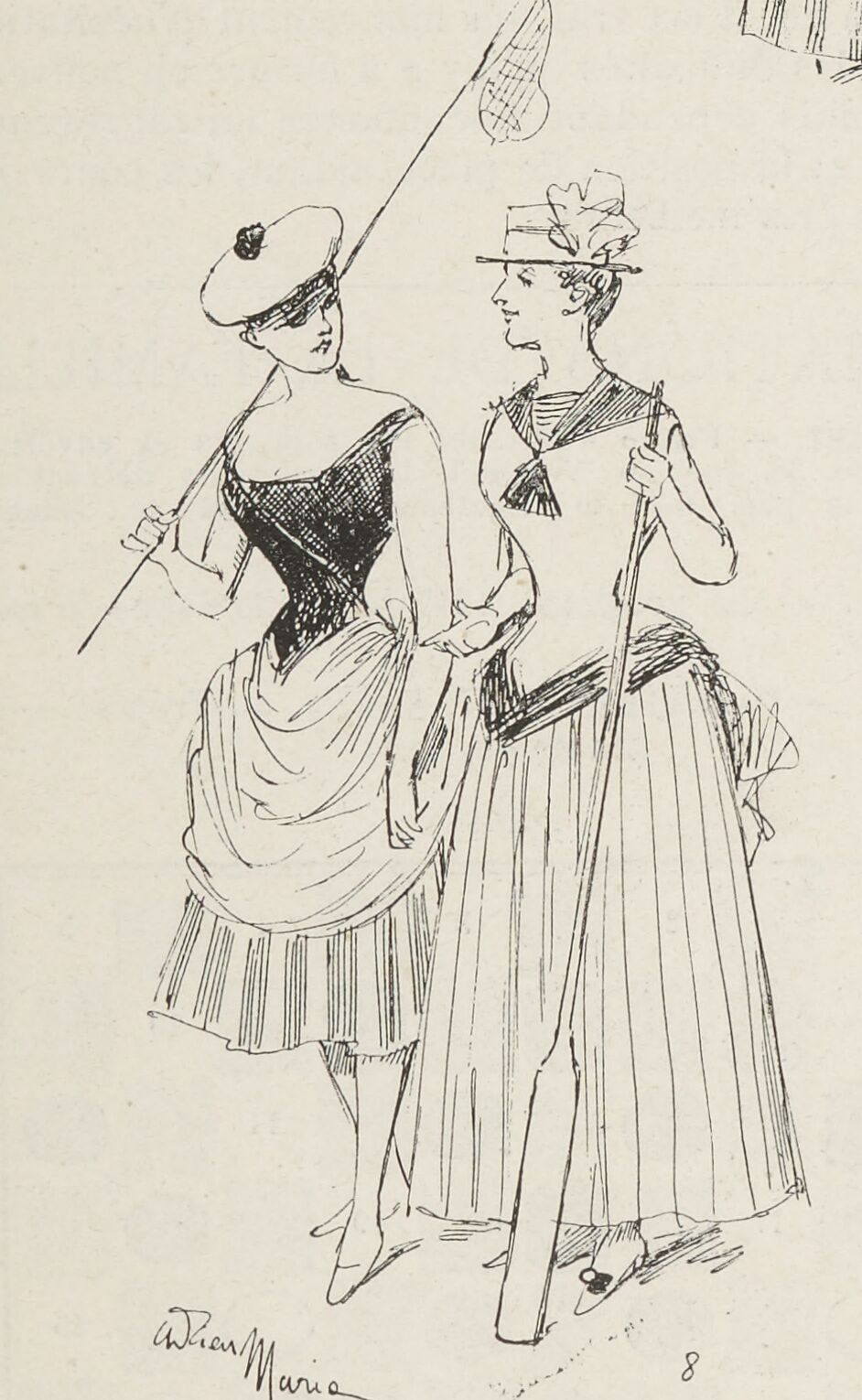
Adrien Marie, « Le Fishing et le Yachting (Degrandi et Cerny), Le théâtre illustré - Le Cœur de Paris », Le Monde illustré, 1887. Source BnF / Gallica.

En 1887, Marie Degrandi chante Le Caïd d'Ambroise Thomas,. 1887 est également l'année de la réouverture de Roméo et Juliette de Charles Gounod. Ély Edmond Grimard note pour Les Annales politiques et littéraires : « Mlle Degrandi est fort avenante sous son coquet traverti. Elle raille et ferraille le plus galamment du monde ; mais son chant n'a qu'une analogie lointaine avec cella de sa devancière, Mlle Daram ». La même année, elle chante Le Cœur de Paris de Philippe de Massa pour la Société philanthropique. Les personnages, dont celui de Marie Degrandi, sont dessinés par Adrien Marie pour Le Monde illustré.
En 1888, Marie Degrandi chante L'Escadron volant de la reine d'Henry Litolff.

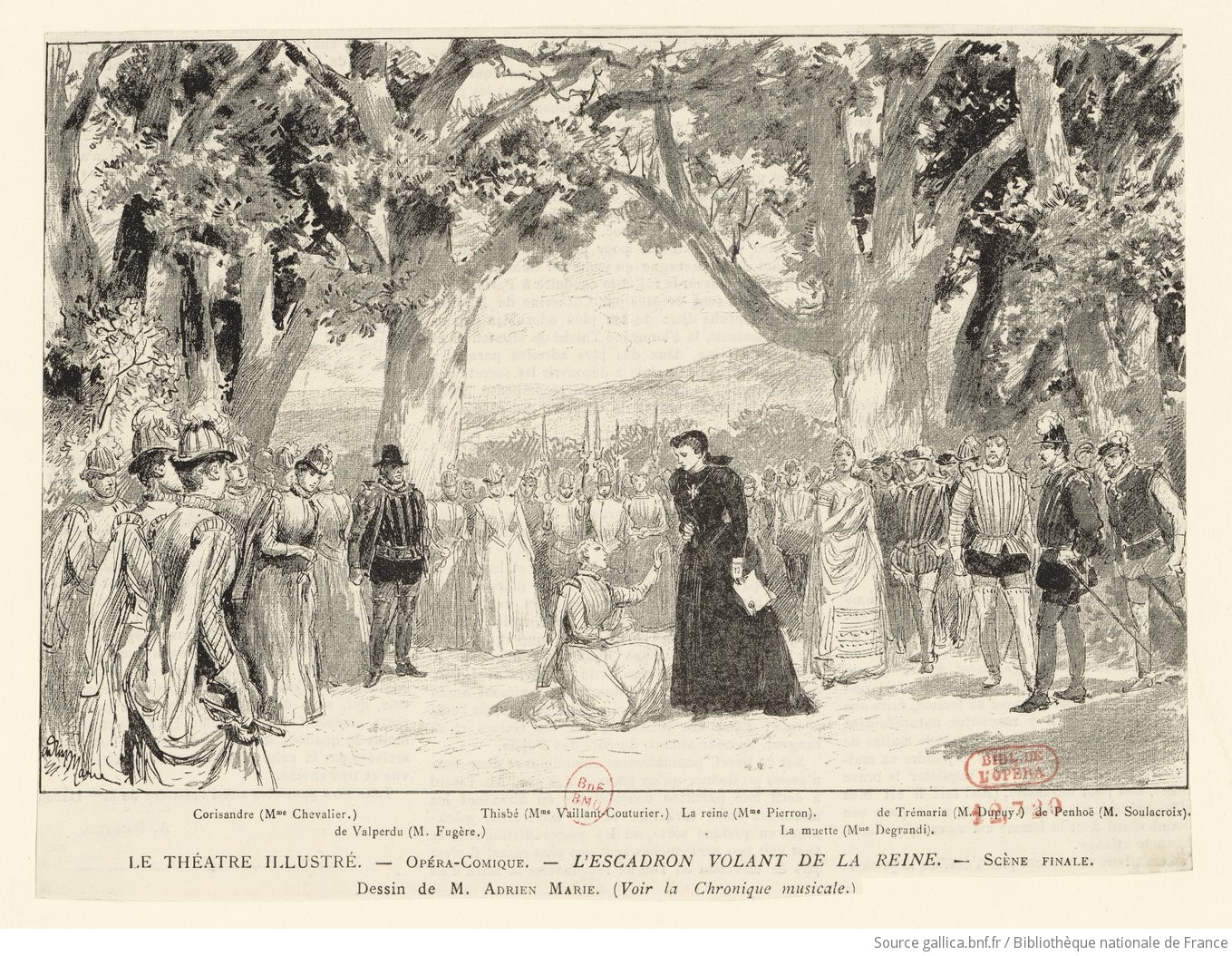
Adrien Marie, « L'escadron volant de la reine, scène finale », Le Monde illustré, 1888. La muette (Mme Degrandi). Source BnF / Gallica.

Joanni Perronnet compose l’opéra-comique la Cigale madrilène spécialement pour elle,, qui interprète le rôle principal de Carmélina. Le 22 février 1889, L'Intransigeant note : « Salle comble, avant-hier soir, à l'Opéra-Comique, pour la troisième représentation de l'ouvrage de M. Joanni Perronnet, la Cigale Madrilène. Les interprètes : la jolie Mme Marie Degrandi, Mlles Pierron, Bernaërt, MM. Eugène, Grivot, Bernaërt et Galland, ont été vivement applaudis » . Le Triboulet publie : « Les excellents acteurs de l'Opéra-Comique ne sont pas pour peu dans l'agrément de la soirée : Mme Pierron et Mlle Degrandi sont des artistes que l'on ne pourrait qu'applaudir quand bien même elles chanteraient les choses les plus ennuyeuses du monde. » Alphonse Duvernoy pour La République française estime que « l'interprétation de la Cigale madrilène est tout à fait bonne. Mlle Degrandi a obtenu un double succès de beauté et de chanteuse ». Diavolo pour L'Estafette est moins convaincu : « Mlle Degrandi a le principal rôle de la pièce. Il m'a paru un peu lourd pour elle, mais la charmante et gracieuse pensionnaire de M. Paravey s'en est tirée à son plus grand honneur. La voix de Mlle Degrandi est un tantinet faiblotte, mais elle s'en sert fort adroitement et fort intelligemment. Quant à sa beauté, je ne veux plus en parler ; c'est trop scabreux et les épithètes me manqueraient. Je dirai toutefois que Bianchini a délicieusement habillé cet admirable modèle ». Vert-vert est dithyrambique : « Mlle Degrandi, pour qui Bianchini avait dessiné un très pittoresque costume, et dont on peut dire que la beauté comme le talent battent en ce moment leur plein, a chanté le rôle de Carmélina avec une verve et un brio merveilleux ».
En 1891, lors de la centième de Lakmé d'Edmond Gondinet et Philippe Gille sur une musique de Léo Delibes, « Mlle Degrandi est la plus ravissante petite "miss" qui se puisse rêver » d'après Fernand Bourgeat pour Vert-vert.
Le 5 août 1894, le New York herald annonce que Paul Nadar et Mlle Marie Degrandi, pensionnaire à l'Opéra-Comique, sont fiancés,. À la même date, Le Figaro publie : « Nous apprenons le mariage de M. Paul Nadar avec Mlle Marie Degrandi, qui fut une des plus charmantes pensionnaires de l'Opéra-Comique » . Le mariage est également annoncé dans Le Pays rubrique « Courrier des théâtres », dans Paris rubrique « Théâtres et concerts » et dans Le Voltaire rubrique « Courrier des théâtres ». Son mariage semble marquer la fin de sa carrière.

### Dernières années
Marie Degrandi ne fait plus parler d'elle après son divorce d'avec Paul Nadar en 1919.
Comme elle, sa fille Eugénie Claire Casamajor-Salenave dite Claire Salenave est cantatrice. En 1923, Le Gaulois rappelle sa filiation : « Mlle Claire Salenave, qui a de qui tenir — elle est la fille de Mme Marie Degrandi, qu'on n'a pas oubliée à l'Opéra-Comique — a donné une jolie scène des Surprises de l'amour et une très intelligente réplique de La Fille du régiment ».
Domiciliée 13, rue Saint-Louis à Fontainebleau, Marie Degrandi meurt le 4 mai 1945 à Moret-sur-Loing.
Eugénie Claire Casamajor-Salenave meurt le 22 novembre 1980 à Fontainebleau.

## Description par ses contemporains
Selon Oscar Comettant : 

« Mlle Degrandi est, en effet, un jolie personne, de taille élégante, douée d'une petite voix qui prend un certain éclat dans les notes élevées. Elle chante avec goût, et comme l'on monte vite au ciel de nos petits théâtres parisiens, la voilà du coup classée comme étoile de première grandeur. »

Selon Maurice Ordonneau :

« Mlle Degrandi (puisque demoiselle il y a) est une brune des plus piquantes, à l’œil extrêmement vif. Fille de Marseillais… Marseillaise elle-même, elle n'a pas le plus petit accent méridional et dédaigne la bouillabaisse : c'est presque une Parisienne ! »

Selon Henri Heugel, Marie Degrandi est une :

« Jolie personne bien que manquant un peu d'expression dans la physionomie, Mlle Degrandi nous semble avoir fait des études sérieuses de chant. Sa voix n'est pas très forte ni très brillante, mais elle emplit bien suffisamment la petite scène des Bouffes. Elle vocalise avec goût et s'est fait bisser très justement son air d'entrée. Qu'elle surveille seulement ses fins de phrase qu'elle laisse tomber un peu mollement, comme si la respiration lui manquait, son effet en doublera. »

Selon Achille Denis, Marie Degrandi est : 

« Une très jolie personne et une cantatrice de talent. Mlle Degrandi possède une fort belle voix, très agile, et brave les difficultés avec autant d'aplomb et d'aisance que les chanteuses d'opéra-comique les plus réputées par leur hardiesse et leur habileté. C'est une précieuse acquisition que vient de faire M. Cantin. »

Selon François Oswald : 

« Mlle Degrandi est jeune, élégante et jolie. Sa voix est d'une extrême agilité et d'un timbre exquis, c'est une véritable chanteuse. Elle dit juste, mais je lui voudrais un peu plus de chaleur. Cela viendra. »

Selon Edmond Grimard :

« Mlle Degrandi a la finesse relevée de malice d'une vraie Dugazon. »

« On ne rêve pas "tourterelle" plus tendre que Mlle Degrandi. Elle a des battements de paupière et des roucoulements à faire pâmer les tambours-majors les plus réfractaires au sentiment. »

Selon Louis Besson : 

« Elle était jolie - comme aujourd'hui. Elle possédait un filet de voix très agréable, qui faisait merveille dans les romances sentimentales du répertoire italien. »

## Répertoire
- 1879 : Le Duo Aragonais de Lorenzo Pagens (au théâtre d'élèves de la rue Montaux à Marseille).
- 1879-1880 : Galathée de Jules Barbier et Michel Carré (au théâtre d'élèves de la rue Montaux à Marseille).
- 1879-1880 : Les Noces de Jeannette de Victor Massé sur un livret de Jules Barbier et Michel Carré (au théâtre d'élèves de la rue Montaux à Marseille).
- 1879-1880 : Le Docteur Crispin de Luigi et Federico Ricci (au théâtre d'élèves de la rue Montaux à Marseille).
- 1881 : Les Surprises de l'amour de Charles Monselet et Poise (au théâtre de Monte-Carlo)[34],[35],[36].
- 1882 : Coquelicot de Louis Varney : Térésita[37],[38] (au théâtre des Bouffes-Parisiens)[40],[41],[42].
- 1882 : Mascotte d'Edmond Audran : Bettina[51] (au théâtre des Folies-Dramatiques[49],[50] et au théâtre de Cluny[52]).
- 1884 : Roméo et Juliette de Charles Gounod avec un livret de Jules Barbier et Michel Carré : Stéphano (au théâtre national de l'Opéra-Comique)[57],[58].
- 1885 : L’Étoile du Nord de Giacomo Meyerbeer sur un livret d'Eugène Scribe (au théâtre national de l'Opéra-Comique)[88].
- 1886 : Lalla-Roukh de Félicien David : Mirza[59] (au théâtre national de l'Opéra-Comique)[60].
- 1886 : Le Mari d'un jour d'Adolpe Dennery et Armand Silvestre (au théâtre national de l'Opéra-Comique)[61].
- 1886 : Richard Cœur de Lion d'André Grétry (au théâtre national de l'Opéra-Comique)[62].
- 1886 : Le Postillon de Lonjumeau d'Adolphe Adam sur un livret d'Adolphe de Leuven et Léon-Lévy Brunswick : Madeleine (au théâtre national de l'Opéra-Comique)[64].
- 1887 : Le Cœur de Paris de Philippe de Massa (au théâtre national de l'Opéra-Comique)[69].
- 1887 : reprise de Roméo et Juliette de Charles Gounod avec un livret de Jules Barbier et Michel Carré : Stéphano (au théâtre national de l'Opéra-Comique)[68].
- 1887 : Le Caïd d'Ambroise Thomas (au théâtre national de l'Opéra-Comique)[66],[67].
- 1888 : L'Escadron volant de la reine d'Henry Litolff (au théâtre national de l'Opéra-Comique)[70].
- 1889 : La Cigale madrilène de Léon Bernoux et Joanni Perronnet : Carmélina[74] (au théâtre national de l'Opéra-Comique)[72],[75],[76].
- 1891 : Lakmé d'Edmond Gondinet et Philippe Gille sur une musique de Léo Delibes (au théâtre national de l'Opéra-Comique)[79].